# Circuit intégré 4002

C.I. CMOS 4002 (DIP14)

Le circuit intégré 4002 fait partie de la série des circuits intégrés 4000 utilisant la technologie CMOS.

Ce circuit est composé de deux portes logiques indépendantes NON-OU à quatre entrées.

### Diagramme

Diagramme fonctionnel

## Description

### Entrée(s)
Chaque porte logique NOR possède 4 entrées. (A, B, C et D)

## Brochage

### Sortie(s)
Chaque porte logique NOR possède une sortie. (Q)

## Table de vérité
| Entrées | Entrées | Entrées | Entrées | Sortie |
| A       | B       | C       | D       | Q      |
| ------- | ------- | ------- | ------- | ------ |
| 0       | 0       | 0       | 0       | 1      |
| 1       | x       | x       | x       | 0      |
| x       | 1       | x       | x       | 0      |
| x       | x       | 1       | x       | 0      |
| x       | x       | x       | 1       | 0      |

## Galerie

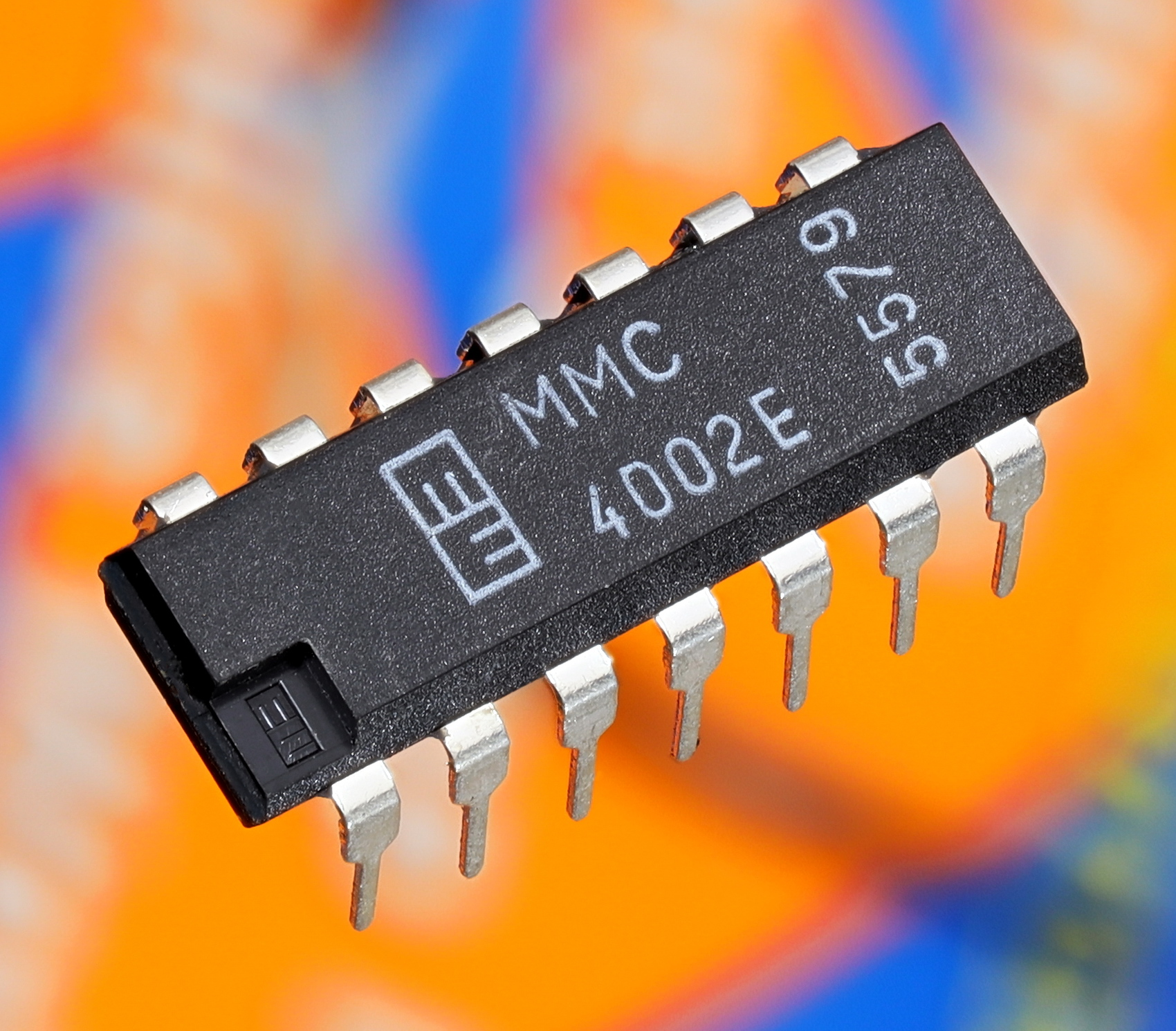
Circuit intégré 4002